# Lógica modal normal
Em lógica, uma lógica modal normal é um conjunto L de fórmas modais tais que L contém:
- Todas as tautologias proposicionais.
- Todas as instâncias da semântica de Kripke tal que: {\displaystyle \Box (A\longrightarrow B)\vdash (\Box A\longrightarrow \Box B)}

e é fechada sob:
- Modus ponens: {\displaystyle P\longrightarrow Q,P\vdash Q}
- Regra da necessitação: {\displaystyle A\vdash \Box A}.

A menor lógica que satisfaz as condições acima é chamada K. A maioria das lógicas modais comumente usadas hoje em dia (em termos de possuírem motivações filosóficas); por exemplo, S4 e S5 (de C. I. Lewis) são extensões de K. Contudo um número de lógicas deotônicas e epistêmicas, por exemplo, são não-normais, geralmente porque elas não utilizam a semântica de Kripke.